# Mikel Astarloza
Mikel Astarloza Chaurreau (San Sebastián, 17 novembre 1979) è un ex ciclista su strada spagnolo di origine basca, professionista dal 2002 al 2013.

## Carriera
Professionista dal 2002, è dotato di caratteristiche da scalatore, anche grazie al suo fisico longilineo. Prima di militare nell'Euskaltel, ha corso per cinque anni nell'AG2R La Mondiale, formazione francese.
In carriera ha colto due vittorie: la classifica finale del Tour Down Under in Australia nel 2003, ma soprattutto la sedicesima tappa del Tour de France 2009. Nel 2007 si è classificato nono nella classifica generale della stessa corsa francese.
È risultato positivo all'EPO in un controllo a sorpresa alla fine di giugno 2009 ed è stato sospeso fino al 31 luglio 2011, pur professandosi innocente.
Alla scadenza della sospensione, ritorna in attività nella stessa squadra basca. Al termine della stagione 2013 annuncia il ritiro dall'attività agonistica.

## Palmarès
- 2003

Classifica generale Tour Down Under

## Piazzamenti

### Grandi Giri
- Tour de France

2003: 28º
2004: 62º
2005: 27º
2006: 36º
2007: 9º
2008: 16º
2009: 11º declassato per doping
2012: ritirato (6ª tappa)
2013: 42º
- Vuelta a España

2002: 77º
2004: ritirato (14ª tappa)
2006: 56º
2008: 28º
2012: 48º

### Classiche monumento
- Liegi-Bastogne-Liegi

2013: 72º
- Giro di Lombardia

2013: ritirato